# بمب‌گذاری ۲۰۱۱ مترو مینسک
بمب‌گذاری ۲۰۱۱ مترو مینسک (انگلیسی: 2011 Minsk Metro bombing) روز دوشنبه، ۱۱ آوریل ۲۰۱۱، در ساعت ۱۷:۵۶ به وقت محلی، در نتیجه وقوع انفجار مهیبی در ایستگاه مترو «اوکتیابرسکیا» کاستیریک‌نیکاجا در شهر مینسک، پایتخت بلاروس رخ داد، حداقل ۱۵ نفر کشته و بیش از ۲۰۴ نفر زخمی شدند.

## واقعه
در ابتدا منشأ انفجار مشخص نبود، اما متعاقباً مشخص شد که این بمب که از «تی ان تی» ساخته شده بود و حاوی میخ و ساچمه بود، در زیر صندلی سکوی انتظار در ایستگاه «اوکتیابرسکیا» قرار داده بودند. براساس تحقیقات اینترپل اعلام کرد این بمب منحصر به فرد بوده‌است.
الکساندر لوکاشنکو، رئیس‌جمهوری بلاروس در سخنانی در مورد علت وقوع این حادثه گفت که بعید نمی‌داند این انفجار در خارج از مرزهای بلاروس سازماندهی شده باشد. او گفت: «من بعید نمی‌دانم که این حادثه «هدیه‌ای» به ما از خارج از کشور باشد، البته ما وظیفه داریم که در داخل بلاروس هم همه چیز را به خوبی بررسی کنیم.» لوکاشنکو همچنین از وزیر دفاع بلاروس خواست تا از کمک سرویس‌های اطلاعاتی-امنیتی روسیه برای تحقیق در مورد علت وقوع انفجار در ایستگاه مترو مینسک استفاده شود تا هر چه زودتر به نتیجه برسند.
دفتر دادستانی تحقیقات جنایی را آغاز کرد و این رویداد را به عنوان یک حمله تروریستی طبقه‌بندی کرد.
به گفته معاون دادستان کل بلاروس آندری شوود، دو مظنون دستگیرشده «دمیتری کانووالوف» و «ولادیسلاو کووالییف» در تاریخ ۱۳ آوریل به بمب‌گذاری اعتراف کردند. به گفته وی، آنها همچنین در بمب‌گذاری روز پیروزی در سال ۲۰۰۸ در کافه ویتبسک نیز دست داشته‌اند، تحقیقات حول این بمب‌گذاری توسط آژانس‌های امنیتی روسیه، اسرائیل و اینترپل یا پلیس بین‌الملل صورت گرفت، و براساس نتیجه تحقیقات اینترپل اعلام کرد که شواهد اثر انگشت ۲ مظنون را تأیید می‌کند که بمب‌گذاری روز پیروزی در سال ۲۰۰۸ و مترو ۲۰۱۱ توسط همان ۲ فرد صورت گرفته‌است و در پایان تحقیقات دادستان بلاروس آن دونفر را گناهکار شناخت.

## واکنش‌ها
بدنبال اعلام حکم اعدام. از سوی مخالفان دولت آلکساندر لوکاشنکو و اتحادیه اروپا با حکم اعدام مخالفت شد و آن را محکوم کردند. اتحادیه اروپا پیش از این از مقامات مینسک خواسته بودند که حکم اعدام این دو نفر لغو گردد و در آینده نیز از محکومیت اعدام صرف‌نظر کنند.
پارلمان اروپا نیز با تصویب قطعنامه شدیدالحن علیه بلاروس خواستار لغو حکم اعدام شدند. نمایندگان پارلمان اروپا یادآور شدند که آنها تصمیم گرفتند تا آخرین فرصت را به «الکساندر لوکاشنکو» رئیس‌جمهوری بلاروس بدهند که هنوز می‌تواند در حکم اعدام دو متهم به اقدام تروریستی در ایستگاه مترو در مینسک تجدید نظر کرده و آنها را عفو کند.
ناتالیا کلیدا هنرمند از تئاتر رایگان بلاروس اظهار داشت که سازمان اطلاعات ملی بلاروس این کار را سازمان داده‌است، یک دادگاه ویژه جعلی راه انداخته و از دو مظنون با شکنجه اعتراف گرفته‌است.
در مارس ۲۰۱۲ تلویزیون دولتی بلاروس اعلام کرد که محکومیت اعدام «دمیتری کانووالوف» و «ولادیسلاو کووالییف» دو متهم اقدام تروریستی در ایستگاه مترو مینسک، پایتخت این کشور، به مورد اجرا گذاشته شد.